# کامپایلر تابعی
یک کامپایلر تابعی، کامپایلری برای یک زبان برنامه نویسی تابعی است.
کامپایلر تابعی تغییری در کد منبع ایجاد می‌کند که آن را به سبک مابعد گذرنده یا فرم نرمال اجرایی تبدیل می‌کند و لازم است فراخوانی های دم را به درستی بکار بگیرد.